# Morlun
Morlun es un supervillano que aparece en los cómics estadounidenses publicados por Marvel Comics. El personaje es un enemigo central de todas las versiones del Spider-Man, siendo uno de sus adversarios más poderosos y peligrosos. Es una entidad de Tierra-001 que caza todos los tótems de araña para viajar en el  multiverso de Marvel Comics. Es conocido como el asesino temporal de la Tierra-616 en la historia «Spider-Man: el otro», el antagonista principal de la historia «Spider-Verse» donde él y su familia intentan matar a todas las versiones de Spider-man. La Madame Web (2024) presenta a Tahar Rahim como una versión compuesta de personajes de Morlun y Ezekiel Sims.

## Historial de publicación
Morlun apareció por primera vez en The Amazing Spider-Man vol. 2 #30 (junio de 2001), creado por el escritor J. Michael Straczynski y el dibujante John Romita Jr.

## Historia

### Primer encuentro con Spider-Man
Cuando Spider-Man se encontró con un hombre de poder similar llamado Ezekiel, Ezekiel le explicó que los poderes de Spider-Man no eran un accidente, y que la araña que lo había mordido lo hizo voluntariamente para pasarle sus habilidades a Peter antes de que muriera. Esto hizo de Spider-Man un "tótem", un puente entre el hombre y la bestia, con las propiedades de ambos. Ezequiel luego advirtió a Spider-Man que, como un tótem, estaba en peligro de aquellos que trataban de destruir a tales seres. Uno de los que aparecieron poco después fue Morlun.
Poco se sabe exactamente sobre qué es Morlun y de dónde viene. Según Ezequiel, mientras las fuerzas totemísticas han caminado sobre la tierra, también ha habido quienes se han alimentado de ellas. Si bien Morlun y sus hermanos (no se sabe cuántos existen, pero Morlun no es el único) pueden subsistir con las fuerzas de vida de los humanos normales y los superhumanos no totemísticos por un tiempo, siempre anhelan un huésped puro y Peter encaja perfectamente.
Después de la reunión de Peter con Ezekiel, Morlun y su desafortunado secuaz Dex comenzaron a atormentar sutilmente a Peter desde las sombras, acechándolo y causando estragos en su sentido de la araña. Morlun finalmente se reveló cuando Spider-Man estaba investigando un incendio en los muelles, dándole un puñetazo con lo que Spider-Man afirmó que era el golpe más fuerte que había sentido nunca. Morlun luego le dijo a Spider-Man que eventualmente lo mataría, y ahora que habían hecho contacto físico, podía encontrar a Spider-Man dondequiera que fuera. Aunque Spider-Man se defendió, Morlun continuamente recuperó la ventaja. Peter intentó huir, pero Morlun pudo encontrarlo fácilmente y reanudar la pelea. Spider-Man finalmente se escapó después de que Morlun incendió el edificio en el que estaban luchando, pero Ezekiel le dijo que no servía de nada. Morlun lo encontraría una vez más, y lo mataría.
Morlun atacó continuamente a Spider-Man durante los siguientes días, poner en peligro las vidas de ciudadanos inocentes si Peter intentara huir. Con la ayuda de Ezequiel, Peter logró escapar brevemente con una muestra de la sangre de Morlun, que descubrió que contenía el ADN de cada género en el reino animal. Al darse cuenta de que el ADN de Morlun era puro, Peter encontró una debilidad que podía explotar. Atrayendo a Morlun a una planta de energía nuclear, Spider-Man se inyectó una dosis de radiación que mataría a un ser humano normal, pero solo fue suficiente para debilitarlo debido a la radiación que ya estaba en su sangre. Cuando Morlun llegó, se preparó para alimentarse, solo para ser quemado por la radiación en la sangre de Peter. Peter explicó que no era un tótem de araña pura como Morlun había adivinado debido a que la araña que lo mordió había sido previamente sometida a una dosis de radiación, y que mientras Morlun podía alimentarse de la araña, No pudo digerir la radiación. Absorbiendo la radiación en lugar de sus poderes de araña con cada golpe que Peter le lanzó, Morlun comenzó a desintegrarse, y negoció con Spider-Man para salvar su vida, diciendo que simplemente estaba haciendo lo que era necesario para su supervivencia, y que era nada personal. Mientras Peter debatía si dejar o no a un monstruo como Morlun, Dex aparece repentinamente y dispara a Morlun, lo que hace que se desintegre al polvo.

### El Otro
En el argumento de Spider-Man: el otro, Morlun atormenta a Spider-Man por apariciones repentinas y misteriosas, advirtiéndole que lo va a terminar. Spider-Man, por una razón no explicable por la ciencia, estaba muriendo, y Morlun deseaba observar las causas y los efectos de su enfermedad. En una batalla climática, Morlun golpea a Spider-Man gravemente, arrancando uno de sus globos oculares, pero se marcha cuando llega la policía, optando por un momento más apropiado para absorber la fuerza vital de Spider-Man, dejando la telaraña en la puerta de la muerte.
Regresando poco después, Morlun entra en la habitación de Spider-Man en la Sala de Emergencias y se prepara para un banquete, aparentemente sin preocuparse por la presencia de los Vengadores en el hospital. Mary Jane, que llega a la habitación de Peter justo cuando Morlun está a punto de alimentarse, trata de detenerlo, pero le rompe el antebrazo y la arroja a un lado. Spider-Man cobra vida repentinamente en una exhibición feroz de nuevos poderes, incluidos los aguijones que brotan de sus brazos que usaba para sujetar a Morlun y los colmillos que usa para desgarrar la garganta de Morlun. Morlun aparentemente muere una vez más, convirtiéndose en polvo.

### Dark Reign
Durante la historia de Dark Reign, un grupo secreto resucita a Morlun para que pueda devorar el tótem de Pantera en peligro con la Pantera Negra gravemente herido y, a su vez, debilitar a la nación de Wakanda Para empezar, Morlun mata al adversario Pantera a largo plazo de Hombre Mono. Fue derrotado por la nueva Pantera Negra, Shuri, quien, con la ayuda de un médico brujo, envió a Morlun al limbo como sacrificio para garantizar que T'Challa pudiera recuperar la salud de forma segura, donde se vio obligado a luchar contra las hordas interminables de la muerte.

### Pecado Original
Durante la historia de Original Sin, Morlun percibe la apertura de la bóveda en la que una niña llamada Cindy Moon fue encarcelada, luego de ser mordida por la misma araña que le dio a Spider-Man sus habilidades sobrehumanas. Morlun se refiere a Moon como la Spider-Bride y el spinner en el centro de la red.

### Puesta en escena
En el libro de 2014, Spider-Man: Staging Ground, Morlun luego aparece vivo, mientras viaja a la Tierra-311 y mata y drena la esencia vital del Spider-Man de ese universo, Peter Parquagh.

### Spider-Verse
Durante la historia de Spider-Verse, el misterioso pasado de Morlun fue revelado que pertenece a un universo designado como Tierra-001 y que Morlun y su familia separada conocida como los Herederos participaron en una batalla contra el Maestro Weaver y lograron capturarla a costa de la vida de los herederos sin nombre de la matriarca. Con el poder del Maestro Tejedor, usan su poder para conquistar la Tierra-001. Luego usaron los poderes del Maestro Tejedor para viajar entre dimensiones y cazar todos los avatares de Spider-Totem. A Morlun, junto con los herederos, se les ha mostrado matar varias versiones de Spider-Man de un universo alternativo, algunas de las cuales son presenciadas por Spider-UK, un miembro con temática de araña del Cuerpo del Capitán Bretaña. Spider-UK se propone viajar a través de la red de la vida para salvar a todos los Spider-Men restantes de los Herederos. Más tarde, Morlun mata a la contraparte de Spider-Man 2099, y mientras intenta llegar a la Tierra-616, el portal se cierra y Morlun expresa su temor de que la Tierra-616 Spider-Man siga su última pelea. Spider-Man 2099 se va y advierte a Peter Parker que le haga saber lo que sucedió. Mientras tanto, los herederos de la enorme mesa de la cena cargada de tímidos Spider-Totems están esperando a Morlun mientras regresa con Spider-Totem. Morlun está furioso con su hermano, Daemos, teniendo caza en la Tierra-616 le dice que es su tótem araña mientras luchan hasta que su padre, Solus, los intimida. Solus les recuerda que siempre ha sabido dónde se encuentran la Novia, el Otro y el Scion, y sobre una profecía que traerá la caída de los herederos. Le pregunta a su hijo cuál es su deseo. Morlun responde que su deseo es ser el heredero elegido de su padre, la Gran Web es su legado y su obligación. Solus lo corrige afirmando que la Red es todas las cosas y en todas partes y que es su reino el que los hace Herederos de toda la creación.
Morlun y los Herederos invaden la Tierra-13 donde un gran grupo de hombres araña se reúnen para luchar. Los herederos no pueden enfrentarse al poder de la versión del Capitán Universo, Spider-Man, que destruye a los miembros de los Herederos, pero revelan que todos los miembros de los Herederos pueden regenerarse de un proceso de clonación en el universo alternativo de la Tierra-802, lo que explica la misteriosa resurrección de Morlun de entre los muertos. dos veces. Cuando su padre, Solus, desprovisto de poder, mata al Capitán Universo, la zona de seguridad finalmente se ve comprometida, Morlun luego agarra al hermano infantil de Spider-Girl, Benjy y lo proclama como el Spider-Scion.
Mientras Morlun se dirige hacia el teletransportador con Benjy, Solus ataca a los Hombres Araña en la Tierra-13 mientras que todos los Spider-Men huyen para encontrar la nueva zona segura. Más tarde, Morlun le pide a sus mellizos Bora y Brix que sostengan a Benjy como él tenía otro trabajo que hacer. Morlun, quien se esperaba en la mesa de la cena con su sirviente de la versión Jessica Drew, no sabía que en realidad era Spider-Woman de la Tierra-616 y se había infiltrado y estaba permanentemente en la Tierra-001. Spider-Woman se enfrenta al Maestro Weaver en la cárcel y él le entrega el rollo de profecía que puede ser la clave para detener a los Herederos instigados. Ella luego teletransporta el pergamino a los Spider-Men. Kaine y las versiones clónicas de Spider-Man destruyen la facilidad de clonación en la Tierra-802 para que los Herederos no puedan revivir de los clones nuevamente. Los Herederos sienten que Silk y Kaine llegaron a la Tierra-001 mientras persiguen a los tótems de araña para el ritual. Morlun y los herederos luchan contra Kaine y se transforman en un monstruo araña del Otro y matan a su padre, Solus. Morlun y Daemos observan con horror mientras logran someterlo y luego lo llevan al ritual.
En la confrontación final, los Spider-Men habían vencido a los herederos y habían detenido el ritual para terminar con todos ellos, aunque el Superior Spider-Man mata al Maestro Tejedor para que los herederos no puedan viajar entre dimensiones con sus poderes. Enfurecido, Morlun intenta atacar a Peter Parker de la Tierra-616, pero usa el teletransportador para atrapar a Morlun en la Tierra-3145, un mundo diezmado por una explosión nuclear que sostiene que no está matando a Morlun porque está preparado para morir allí también. Morlun podría llegar a un búnker cercano, construido por el Ezequiel local, para mantener la protección del Spider-Totem local. Sin embargo, Peter es posteriormente rescatado por Silk, dejando a Morlun y los otros herederos atrapados en la Tierra-3145. Antes de que todos los Spider-Men puedan regresar a sus dimensiones de hogar, Silk le pregunta a Karn (quien se convirtió en el nuevo Maestro Tejedor) si Morlun y los Herederos podrán sobrevivir sin Spider-Totems. El Maestro Tejedor comenta que Morlun y los Herederos se están alimentando solo de las formas de vida supervivientes en la Tierra-3145, que son arañas mutadas.

### Spider-Geddon
Mientras Maestro Tejedor y Spider-Man UK monitoreaban desde el antiguo Loomworld (Tierra-001), se dieron cuenta de que los robots que los supervisaban podían permitir que Jennix generara un transmisor interdimensional y que la detección simultánea de una generación de clones el motor con transferencia de personalidad ha aparecido en la Tierra-616, lo que permite que los herederos puedan escapar. El motor de generación de clones fue diseñado por el Dr. Octopus de Tierra-616, quien perfeccionó la tecnología de clonación de Tierra-616, Miles Warren con la última plantilla (que creó su nuevo cuerpo al final de la conspiración de clones) y Jennix, el clon de los herederos, motor.
Después de enviar a la Red de Guerreros que consisten en Spider-Gwen, Spider-Ham, Spider-Man UK, Spider-Man Noir, Miles Morales / Spider-Man de Tierra-616 y Otto Octavius de Tierra-1104 para enfrentar a Superior Octopus, se hizo evidente que Jennix superaba a Doc Ock al crear un bucle sin fin que controlaba el generador de clones, lo que permitía a un mutágeno anular las plantillas de clones que se infundieron inicialmente con el maquillaje genético actual del Doctor Octopus y Peter Parker. La transmisión le permitió a Morlun escapar de la Tierra-3145 y regenerar su nuevo cuerpo en la Tierra-616. Morlun inmediatamente agotó la fuerza vital y mató a Spider-Man Noir, antes de que Jennix y su hermana Verna también aparecieran a través del motor de regeneración de clones en la Tierra-616, donde Verna mató a Spider-UK. Los herederos declararon que planean hacer la Tierra-616, como el nuevo epicentro de su imperio. En lugar de reconstruir, el enfoque inmediato de Morlun es vengar sus tres derrotas ante la Tierra-616 Peter Parker para consternación de Jennix. Verna le dice a Jennix que deje que Morlun se divierta.
Morlun viaja a la Tierra 616, donde ataca a Spider Man cuando está cansado. Mientras lucha, Spider Man llama a J. Jonah Jameson para obtener un reloj de pulsera que señalará los refuerzos. Morlun alcanza a Spider Man, y está a punto de matarlo cuando Miles Morales llega, y ayuda a defenderse de Morlun. Spider Man le dice a Miles que se vaya, y que pronto se encontrará con él. Después de que Miles se va, Spider Man engaña a Morlun para que entre en una jaula y le dispara con dardos tranquilizantes. Con Morlun derrotado, Spider Man le dice a Morlun que perdió porque es demasiado arrogante y nunca lo vencerá. Al final de Spider-Geddon, Morlun es el único heredero que queda.

## Poderes y habilidades
Morlun tiene la capacidad de drenar la fuerza vital de otros seres a través del contacto físico. Dependiendo del poder del individuo que él drena, los poderes y la vitalidad de Morlun pueden aumentar sustancialmente. Sin alimentaciones periódicas, Morlun envejecerá y se debilitará.
Morlun tenía algún grado de fuerza y durabilidad sobrehumanas, cuyos límites no se conocen del todo. Spider-Man afirma que Morlun golpea con más fuerza que cualquier otro enemigo con el que haya luchado jamás, incluso más que Hulk y Thor. Al enfrentarse a la Pantera Negra, Morlun sobrevivió a un misil nuclear con punta de vibranium que le disparó y atravesó un adamantium neto, mientras que en su pelea con Spider-Man sobrevivió a estar dentro de un edificio en explosión con la única señal de que había estado presente en la explosión, ya que su ropa y cabello fueron incinerados, su cabello volvió a su longitud normal cuando salió el sol unas pocas horas después. La velocidad física, la resistencia, la agilidad y los reflejos de Morlun están lo suficientemente elevados como para permitirle seguir el ritmo de Spider-Man, además de permitirle subir varios tramos de escaleras y cubrir varias cuadras en solo un poco más de tiempo de lo que le toma a Spider-Man. para llegar al mismo destino mediante oscilación web.
Morlun ha caminado por la tierra durante siglos, si no más, y es un acosador implacable e imparable. Una vez que Morlun ha tocado físicamente a alguien, esa persona queda "impresa" para siempre en los sentidos de Morlun, lo que le permite rastrear a su presa desde cualquier punto de la Tierra.

## En otros medios

### Película
- La película de suspenso de 2024 Madame Web presenta a Tahar Rahim como una encarnación de supervillano del universo alternativo de Ezekiel Sims que actúa como un personaje compuesto con Morlun,[1][2]que puede ver el futuro y drenar la fuerza vital de los demás a través del contacto físico.[3][4]

### Videojuegos
- Morlun aparece como un personaje principal en el videojuego Spider-Man Unlimited, interpretado por Travis Willingham.[30][31]
- Morlun aparece como un personaje principal en Marvel: Avengers Alliance, aparece debutando durante Operaciones Especiales - Aranea Ex Machina.[32]

### Novelas
La raza de Morlun, los Antiguos, es un punto central de la novela Spider-Man: The Darkest Hours de 2006, de Jim Butcher, que se desarrolla después de la primera muerte de Morlun pero antes de su resurrección y regreso (así como antes de las revelaciones posteriores sobre su verdadera naturaleza y origen como se revela en Spider-Verse).
Morlum aparece como el villano central del libro "Araña y Spider-Man 2099", escrito por Alex Segura en el 2023. En la novela, un villano llamado "Judas El Viajero" roba la energía del potencial de superhéroe de los Spidermans a través del multiverso para revivir a Morlum. Para esto utiliza un Totem Arácnido que roba la energía y la redirige al cuerpo dormido de Morlum. Es enfrentado por la superheroína Araña "Anya Corazón" y Spider-Man 2099 "Miguel O'Hara".